# レッド・クイーン (テレビドラマ)
『レッド・クイーン』（西: Reina Roja）は、フアン・ゴメス＝フラドによる同名の小説をもとにPrime VideoむけにDopammineとFocusが製作したスペインのインターネット配信のサスペンスドラマシリーズ。ビッキー・ルエンゴとホビク・ケウチケリアンが主役を務めた。2024年2月29日にAmazon Prime Videoで公開された。

## あらすじ
IQ242のアントニア・スコット（ビッキー・ルエンゴ）は地球上で最も賢い人物。彼女の知性は警察の秘密の実験プロジェクトの「レッド・クイーン」になる機会をもたらすが、贈り物と見えたものが呪いとなり、全てを失うことになる。有力者の息子が自宅でグロテスクな殺され方をし、スペインでもっとも裕福な男の娘が誘拐されると「レッド・クイーン」組織が発動する。アントニアの元上司のメンター（アレックス・ブレンデミュール）はアントニアを現場復帰させるために、警察から追い出されそうになっている気難しいバスク人の刑事ジョン・グティエレス（ホビク・ケウチケリアン）を呼び寄せる。

## 登場人物と配役
括弧内は日本語吹替

### メイン
- アントニア・スコット：ビッキー・ルエンゴ（スペイン語版）（志田有彩）
- ジョン・グティエレス：ホビク・ケウチケリアン（スペイン語版）（田中美央）

### リカーリング
- サンドラ・ファハルド：アンドレア・トレパ（スペイン語版）（エピソード3 - 7）（きそひろこ）
- カルラ・オルティス：セリア・フライヘイロ（スペイン語版）（川崎芽衣子）
- エゼキエル / ニコラス・ファハルド：ナチョ・フレスネダ（スペイン語版）（宮島岳史）
- メンター：アレックス・ブレンデミュール（エピソード1 - 3）（駒谷昌男）
- ホセ・ルイス・パラ警部：ウルコ・オラサバル（スペイン語版）（エピソード2 - 5）（野坂尚也）
- ミゲル・サンフアン刑事：アンヘル・ロペス・シルバ（エピソード2 - 5）
- ラモン・オルティス：ホセ・アンヘル・エヒド（スペイン語版）（小林操）
- マリチュ：カルメーレ・ラリナーガ（スペイン語版）（藤生聖子）
- ブルーノ・レハレータ：ペレ・ブラゾ（スペイン語版）（エピソード2 - 3、5）（橋本しんめい）
- アグアド医師：ビセンタ・ンドンゴ（スペイン語版）（エピソード1 - 5）（近内仁子）
- ジョージーナ・スコット：スー・フラック（エピソード2）
- カルメロ・ノボア・イグレシアス：アントニオ・ポンチェ（スペイン語版） （エピソード1 - 2）
- ラウラ・トルエバ：エマ・スアレス（エピソード3、7）（雨蘭咲木子）
- レディバグ：サルマ・オルテガ（エピソード4、6 - 7）（尾崎梨乃）
- テレザ・ロブレス：マベル・デル・ポソ（エピソード3、7）
- サー・ピーター・メイヤー：ジョナサン・D・メヨール（エピソード6）（ふくまつ進紗）
- マルコス・ロレンテ：ブルーノ・セビーリャ（エピソード1 - 6）
- デジレー・ゴメス（デジ）：カルロタ・グルペギ（エピソード1）
- ホルヘ・ロレンテ・スコット：アレックス・ギャリド（エピソード5 - 7）（天野心愛）
- ベルトラン：イスメル・アルタレホ（エピソード1）
- トマス：フェルナンド・ガリャール（スペイン語版）（エピソード1、4 - 5）
- ファウメ・ソレール：エドゥアルド・ノリエガ（エピソード4）

## エピソード
| 通算 話数 | タイトル                            | 監督                   | 脚本                       | 公開日        |
| --------- | ----------------------------------- | ---------------------- | -------------------------- | ------------- |
| 1         | "1つのジャンプ" (Un salto al vacío) | コルド・セラ           | サルバドール・ペルピーニャ | 2024年2月29日 |
| 2         | "1つのタトゥー" (Un comienzo)       | コルド・セラ           | サルバドール・ペルピーニャ | 2024年2月29日 |
| 3         | "1つの錠剤" (Un escenario)          | コルド・セラ           | サルバドール・ペルピーニャ | 2024年2月29日 |
| 4         | "1つのオムレツ" (Una acción)        | フリアン・デ・タビーラ | アマヤ・ムルサバール       | 2024年2月29日 |
| 5         | "1つの決断" (Un icono)              | コルド・セラ           | サルバドール・ペルピーニャ | 2024年2月29日 |
| 6         | "1つの変装" (Una melodía)           | フリアン・デ・タビーラ | アマヤ・ムルサバール       | 2024年2月29日 |
| 7         | "1つの鏡" (Una mente)               | コルド・セラ           | サルバドール・ペルピーニャ | 2024年2月29日 |

## 製作
2022年1月12日、スペインでのその後の製作作品の発表の中で、Amazon Prime Videoはフアン・ゴメス＝フラドの『Reina Roja』三部作を原作としたシリーズが企画中であることを発表した。ゴメス＝フラドのTwitter（現X）アカウントによれば、シリーズの企画は2019年から進められていたとのことである。2022年6月、ビッキー・ルエンゴとホビク・ケウチケリアンが主役のアントニア・スコットとジョン・グティエレスを演じることが発表された。続いて、脚本家のアマヤ・ムルサバールがサルバドール・ペルピーニャと脚本を共同執筆するとともに、ショーランナーおよび製作総指揮の一人として認められた。
2022年8月18日、Prime Videoはコルド・セラの監督で撮影が開始されたと発表した。撮影は2023年1月まで続けられた。

## 公開とマーケッティング
Prime Videoは2023年9月12日にシリーズの予告編を公開し、2024年2月29日に配信開始すると発表した。

## 評価
『レッド・クイーン』は批評家から非常に好意的な評価を受けている。フォーミュラTVのフェルナンド・S・パレンスエラはこのシリーズについて「いかにして通常のスリラーから切り離す方法を模索してきたかが分かる[...]このジャンルのありきたりな表現から逃れてきた」と書き、さらに「7つのエピソードを説明するために、原作小説から必要ものを抽出する方法を心得ている」と書いており、ビッキー・ルエンゴとホビク・ケウチケリアンの演技と技術部門についても賞賛し、後者については「金銭的な投資もさることながら、チーム間でどんなことが実現可能か継続的に話し合いがあった」と述べ、原作よりもよくなっており「まさにPrime Videoがカタログに必要としていたものだ」と結論付けた。ゴンサーロ・フランコはこのシリーズに5つ星のうちの4つをつけ、ルエンゴとケウチエリアンのキャスティングを「これ以上ないものだ」と述べるとともに、脚本については「物語の糸が一貫して構築されている」と述べ、「人生を変えるようなシリーズではないでしょう。しかし、そのようなものではない」とし、「元の小説の映像化として明らかにゴメス＝フラドがカメラの後で綿密な仕事をしていることがわかる」として、「良い物語の全ての要素が同じアイデアの下で一体となって働く時に達成される、遊び心のあるスペクタクル」であると結論づけた。Areajugonesのダヴィド・クルスはこのシリーズを5つ星のうちの3つ半として「中毒性のあるスリラーで、おそらく最後まで止めることができないだろう」と書き、さらに「考えさせられ、楽しめ、各エピソードを楽しみにさせる」とも書いており、キャストの演技と技術的な面を賞賛したが、「人工的で強引に聞こえるいくつかの不自然な台詞」と「あるしゅんかんの急速で混乱させるような情報の導入」を批判した。Verteleのラウラ・ペレスは「これまで作者と読者の心の中に存在しなかったものを現実のものにしようとする創意工夫と技術によって、この歯車は機能している」と書き、さらに衣装とマドリッドの街を「事件の舞台としてだけではなく」使用したと賞賛したが、悪役のサブプロットを「このシリーズでも最も持続させるのが難しいもの」であり、「より良いバランスがなくリズムが”遅い”」と批判し、これほど多くの成功を納めたスペインのスリラー小説をテレビ用に脚色する必要性に疑問を呈し、原作の読者は「脚色を認めるだろう」としながらも、一般大衆にとっては「このシリーズが現象を盛り上げたり、多くの人にとって小説のように記憶に残るものになるとは考えにくい」と結論づけた。